# Bulbine disimilis
Bulbine disimilis là một loài thực vật có hoa trong họ Thích diệp thụ. Loài này được G.Will. miêu tả khoa học đầu tiên năm 1997.